# Alocasia reginula
 (avril 2024).
Si vous disposez d'ouvrages ou d'articles de référence ou si vous connaissez des sites web de qualité traitant du thème abordé ici, merci de compléter l'article en donnant les références utiles à sa vérifiabilité et en les liant à la section « Notes et références ».
 (avril 2024).
Le contenu est difficilement compréhensible vu les erreurs de traduction, qui sont peut-être dues à l'utilisation d'un logiciel de traduction automatique.
Espèce
Alocasia reginula — communément appelé Alocasia Black Velvet — est une espèce de plantes à cormes de la famille des Araceae, originaire de l’État de Sabah en Malaisie.

## Description
Alocasia reginula se distingue par ses feuilles sombres et veloutées qui lui donnent un aspect luxueux et élégant. Les feuilles sont de couleur vert foncé avec des veines argentées proéminentes. Les dessous des feuilles sont teintés de rouge, ajoutant à leur caractère distinctif.
Cette plante herbacée atteint une hauteur de 30 à 45 cm. Elle se caractérise par des feuilles larges en forme de cœur, au pétiole épais, rigide et court. Les feuilles, d’un vert sombre presque noir, ont un aspect velouté dû à leur capacité à absorber la lumière. Cette teinte contraste fortement avec les nervures pâles et voyantes. Les limbes sont raides et épais, et les dessous des feuilles peuvent être teintés de rouge.
Lors de sa description en 1998 par Alistair Hay (d), celui-ci déclarait que cette espèce n'était connue que cultivée mais était différente de toutes les autres espèces botaniques connues.

## Répartition
L'Alocasia 'Black velvet' était cultivée par les collectionneurs depuis longtemps sans que son origine précise ne soit vraiment connue. Elle a été décrite xcientifiquement en 1998, c'est à ce moment que son nom Alocasia reginula lui a été attribué. Reginula peut se traduire par "petite reine". Elle a été redécouverte dans la jungle de Bornéo en  2004. 

## Horticulture
Cette plante est souvent désignée comme l’un des joyaux du genre Alocasias, en raison de sa petite taille et de son attrait esthétique. Elle a gagné en popularité entre 2018 et 2020, notamment grâce à son apparition dans des films. Un cultivar bien connu aux États-Unis porte le nom de Black Velvet. 

### Conditions de culture
En intérieur, Alocasia reginula nécessite un sol bien drainé pour éviter la pourriture des racines. Le sol doit être léger et acide, et il est conseillé d’utiliser un mélange de terreau avec de la perlite, de la pumice, ou du sable pour maintenir l’humidité sans saturation. La plante préfère une exposition à l’ombre ou dans un endroit sans soleil direct, avec une plage de température autour de 21 °C, pouvant monter jusqu’à 26 °C en été. L’humidité doit être maintenue autour de 65 %.

### Multiplication
La multiplication d’Alocasia reginula peut se faire par division ou semis. Cependant, il est important de noter que la multiplication à grande échelle par culture in vitro tend à limiter la diversité génétique, car elle ne conserve qu’un petit nombre de clones.

### Usage ornemental
Alocasia reginula est très appréciée pour son feuillage décoratif et sa capacité à ajouter une touche d’exotisme aux collections de plantes d’intérieur. Elle est souvent utilisée comme plante d’accent dans les espaces de vie en raison de son apparence élégante et de sa taille gérable.

## Classification
Le nom correct complet (avec auteur) de ce taxon est Alocasia reginula A.Hay,.

### Étymologie
Son épithète spécifique, du latin reginula, « petite reine », poursuit la liste d'épithètes « royaux » utilisés pour nombre d'espèces de ce genre.

### Publication originale
- (en) A. Hay, « The genus Alocasia (Araceae-Colocasieae) in West Malesia and Sulawesi », The Gardens' Bulletin Singapore, Singapour, Jardin botanique de Singapour et inconnu, vol. 50,‎ 1998, p. 221-334 (ISSN 0374-7859 et 2382-5812, OCLC 229469819, lire en ligne).